# Tit Veturi Gemin Cicurí (cònsol 494 aC)
Tit Veturi Gemin Cicurí (llatí: Titus Veturius Geminus Cicurinus) va ser un magistrat romà que pertanyia a la família patrícia dels Cicurí, una branca de la gens Vetúria. Era cònsol l'any 494 aC amb Aulus Virgini Tricost, just l'any que la plebs va fer secessió al mons Sacer i es va establir el tribunat de la plebs. Va ser enviat contra els eques aquell mateix any, després que aquests envaïssin territori llatí, però els eques es van retirar a la seva arribada i es van refugiar a les muntanyes.